# Avatha discolor
Avatha discolor är en fjärilsart som beskrevs av Fabricius 1794. Avatha discolor ingår i släktet Avatha och familjen nattflyn. Inga underarter finns listade i Catalogue of Life.

## Bildgalleri

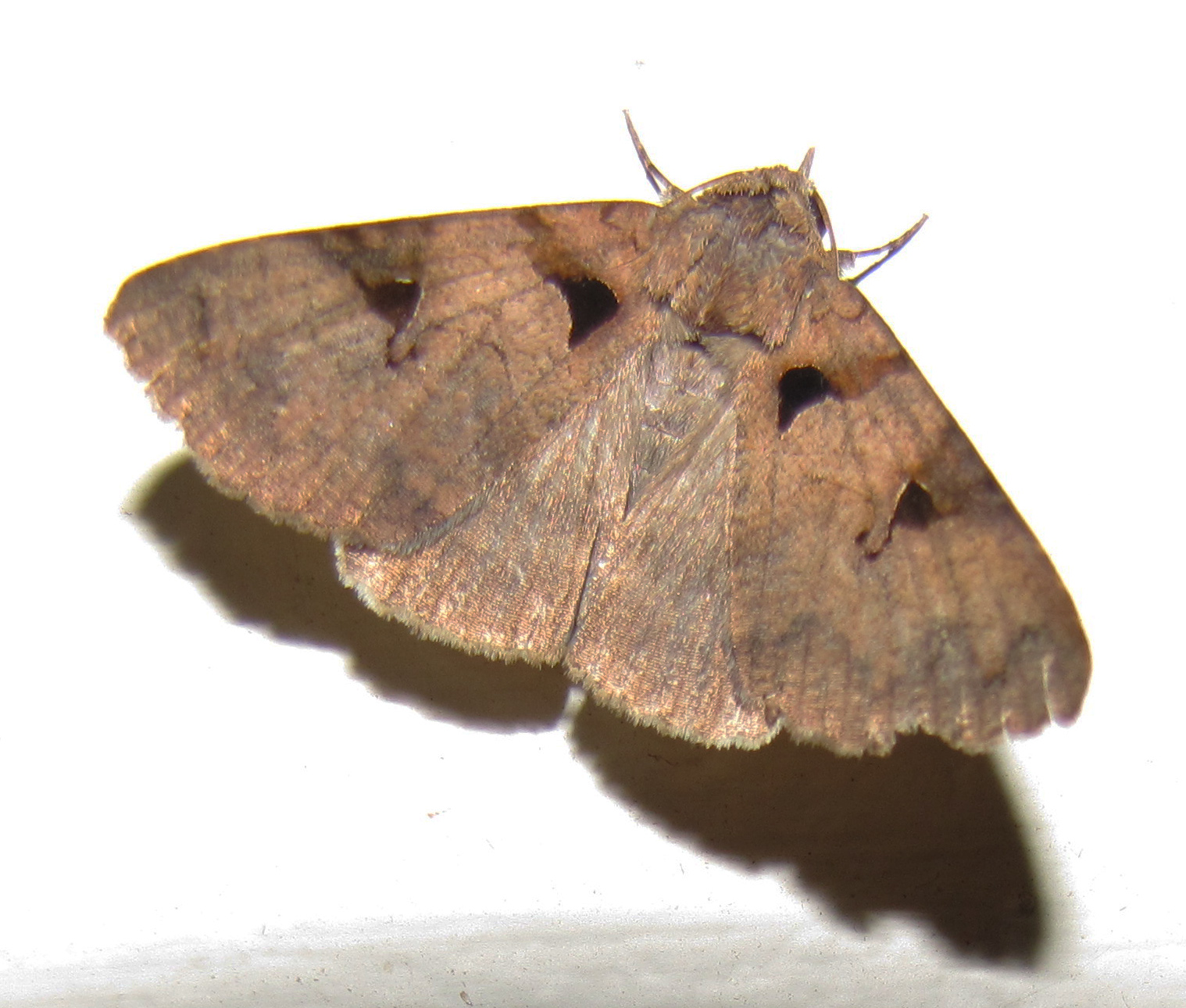